# Carlos Horacio Moreno
Carlos Horacio Moreno (Buenos Aires, Argentina; 19 de agosto de 1948 - ibídem; 13 de mayo de 2019) fue un futbolista y entrenador argentino naturalizado venezolano.
Entre los clubes que dirigió se encuentran Deportivo Táchira, Mineros de Guayana, Unión Deportiva Lara, Atlético Zulia, Unión Atlético Maracaibo, Estudiantes de Mérida, Zulia FC, Deportivo Anzoátegui, Trujillanos FC, Portuguesa FC y Caracas FC, con quien logró un campeonato.

## Biografía
Moreno llegó a Venezuela en abril de 1972, cuando fue contratado por el equipo de Portuguesa FC: anotó 25 goles entre las temporadas de 1972 y 1981. Fue campeón de la primera división, con el equipo portugueseño, en 1973, 1975, 1976, 1977 y 1978; y también en la Copa Venezuela de 1973, 1976 y 1977.
Luego fue contratado por el equipo Atlético San Cristóbal, con el que jugó entre 1981 —ganando el campeonato de primera división ese mismo ańo— y 1983 con dos anotaciones. Se retiró y pasó a la dirección técnica.
Como entrenador, Moreno siempre dirigió al Deportivo Táchira: 1985, 1987, 1988 y 1989, con balance de 8 victorias, 6 empates, 12 derrotas, 32 goles a favor y 43 goles en contra.
Con la selección de fútbol de Venezuela, Moreno estuvo al mando del equipo vinotinto que acudió a la Copa América de Brasil 1989 y a las eliminatorias  Conmebol para la Copa Mundial de Fútbol de 1990.

## Vida privada
Fue padre de los futbolistas Júnior Moreno, Carlos Moreno y Marcelo Moreno